# NGC 129
NGC 129 es un cúmulo abierto en la constelación de Casiopea. Se encuentra entre β Cas y γ Cas. Contiene unas 60 estrellas de magnitud 10 a 15 en la región central. Fue descubierto por William Herschel en 1788. Se encuentra casi exactamente a medio camino entre las brillantes estrellas Caph (β Cassiopeiae) y γ Cassiopeiae. Es grande pero no denso y puede observarse con binoculares, donde lo más obvio es un pequeño triángulo de estrellas de magnitud 8 y 9, ubicado en el centro del cúmulo.
NGC 129 contiene varias estrellas gigantes. El miembro más brillante del grupo en DL Cassiopeiae, un sistema binario que contiene una variable Cefeida con un período de 8,0 días. Utilizando las fluctuaciones del brillo de DL Cassiopeia de 8,7 a 9,28, Gieren y otros en 1994 determinaron la distancia de NGC 129 a 2034±110 kpc (6.630 ±360 al), bastante mayor que la distancia obtenida por Turner et al. Alabama (1992), quienes obtuvieron una distancia de 1,670 ± 13 pc, del ajuste ZAMS del clúster. Una posible causa de esta diferencia es el diferente nivel de obstrucción de la luz y el enrojecimiento de las estrellas del cúmulo. Una variable cefeida más, V379 Cas, también es un posible miembro de NGC 129.

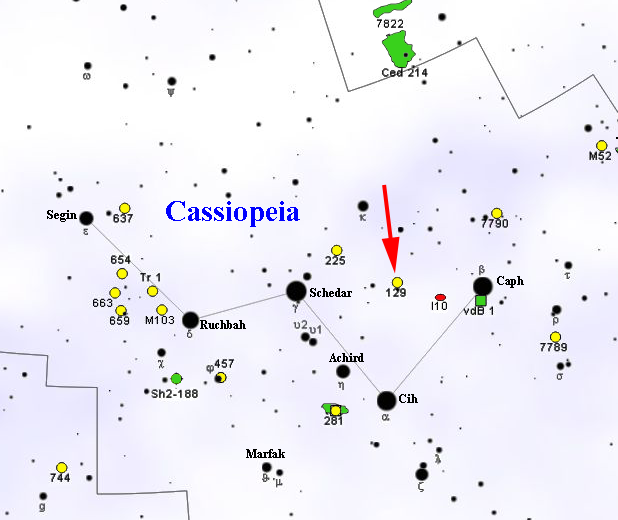
Mapa de localización